# Deacon Blue
Deacon Blue – szkocka grupa pop-rockowa założona w Glasgow w 1985. Grupa działała w latach 1985–1994 i od 1999.

## Skład
- Ricky Ross – wokal, gitara
- James Prime – instrumenty klawiszowe (zm. 19 czerwca 2025)[1]
- Lorraine McIntosh – wokal
- Dougie Vipond – perkusja

- Ewen Vernal – gitara basowa
- Graeme Kelling – gitara (zm. 10 lipca 2004)

### Dyskografia
- Raintown (1987)
- When The World Knows Your Name (1989)
- Fellow Hoodlums (1991)
- Whatever You Say, Say Nothing (1993)
- Walking Back Home (1999)
- Homesick (2001)
- The Hipsters (2012)
- A New House (2014)
- Believers (2016)
- City of Love (2020)
- Riding on the Tide of Love (2021)[2]
- The Great Western Road (2025)[3]